# Sân bay Bạch Mai
Sân bay Bạch Mai là một sân bay đã qua sử dụng, tọa lạc tại phường Phương Liệt, quận Thanh Xuân, Hà Nội. Sân bay có một đường băng bêtông dài khoảng 980m nằm giữa hồ Phương Liệt và hồ Định Công.

## Lịch sử
Sân bay Bạch Mai trước thuộc làng Khương Trung. Năm 1919, thực dân Pháp chiếm để xây dựng sân bay Bạch Mai

### Trận đánh sân bay Bạch Mai
Đêm 17 rạng sáng 18/1/1950, một số đặc công tiểu đoàn 108 của Quân đội nhân dân Việt Nam có sự giúp đỡ hỗ trợ của du kích Tam Kim dưới sự chỉ huy của Tiểu đoàn trưởng Trần Hải đã chia làm 3 mũi bí mật luồn vào sân bay Bạch Mai đặt mìn, phá hủy và đốt cháy 25 máy bay, 60 vạn lít xăng dầu, 32 tấn vũ khí và trang bị của Không quân Pháp. Sau trận này, Tiểu đoàn 108 được Chính phủ tặng thưởng Huân chương Quân công hạng Ba.

## Hiện nay
Sau khi quân giải phóng tiếp quản Hà Nội, sân bay Bạch Mai tiếp tục trở thành sân bay quân sự. Trong chiến dịch Sấm Rền (Rolling Thunder) của Không quân Mỹ, sân bay Bạch Mai bị ném bom hư hại đường băng. Từ đó đến nay, sân bay này bị bỏ hoang.
Hiện nay, một phần của sân bay được chuyển thành Bảo tàng Phòng không Không quân. Nơi đây cũng có những sân bóng của các trường Đại học gần đấy. Theo một quyết định được chính quyền địa phương ban hành vào đầu tháng 3 năm 2007, sân bay Bạch Mai sẽ được đưa trở lại hoạt động, biến Hà Nội thành một thành phố có ba sân bay lớn vào năm 2020 là sân bay Nội Bài, Gia Lâm, và Bạch Mai.
Tuy nhiên, một phần sân bay hiện nay đã giải phóng mặt bằng cho đơn vị thi công hạng mục đường giao thông đô thị và trở thành phố Lê Trọng Tấn.